# Oxysemaphora
Oxysemaphora là một chi bướm đêm thuộc phân họ Olethreutinae, họ Tortricidae Tortricidae.

## Các loài
- Oxysemaphora chionolitha (Meyrick, 1938)
- Oxysemaphora hacobiani Horak, 2006
- Oxysemaphora notialis Horak, 2006